# خودرو مهندسی رزمی

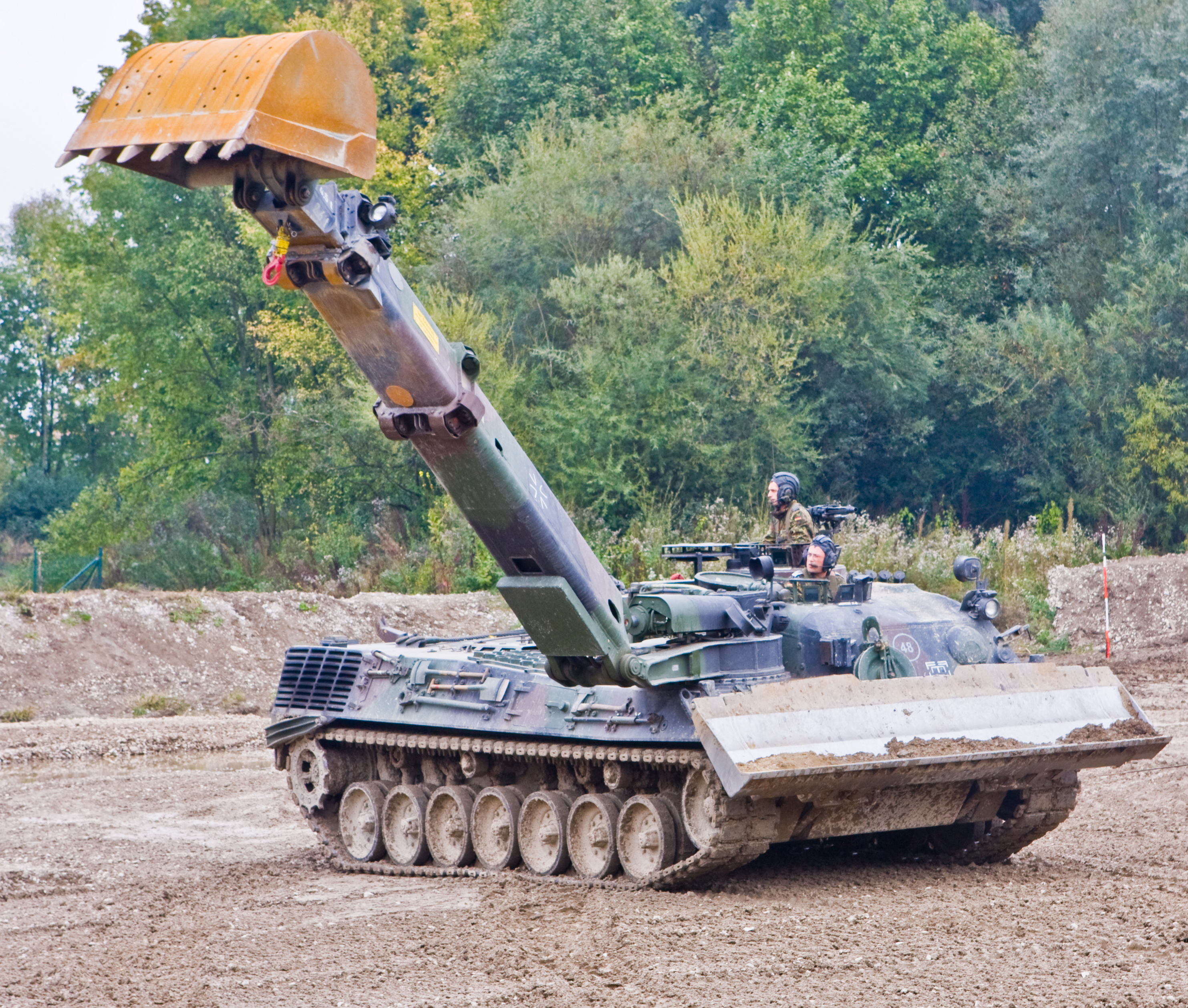
خودرو زره‌پوش مهندسی ارتش آلمان که با شاسی تانک لئوپارد ۱ ساخته شده‌است.

خودرو مهندسی رزمی به خودروهایی گفته می‌شود که برای فعالیت‌های عمرانی یا حمل‌ونقل مهندسین رزمی به میدان نبرد استفاده می‌شوند. برخی از این خودروها مدل‌های اصلاح‌شدهٔ خودروهای غیرنظامی هستند و گروهی دیگر خودروهایی هستند که از ابتدا به عنوان خودرو مهندسی رزمی ساخته شده‌اند.
یگان‌های مهندسی رزمی از انواع مختلف خودروهای سنگین مثل بولدوزر، جرثقیل، گریدر، لودر، بیل مکانیکی، و انواع کامیون استفاده می‌کنند. خودروهای زره‌پوش جنگی که به‌طور خاص برای استفاده یگان‌های مهندسی رزمی ساخته می‌شوند هم شامل زره‌پوش مهندسی رزمی (خودروهای چندمنظوره‌ای که معمولاً بر روی شاسی تانک‌ها ساخته می‌شوند)، زره‌پوش‌های بازیابی و تعمیر، زره‌پوش‌های پل‌گذار، بولدوزرهای زره‌پوش و زره‌پوش‌های مین‌روب می‌شود.

## نمونه‌ها

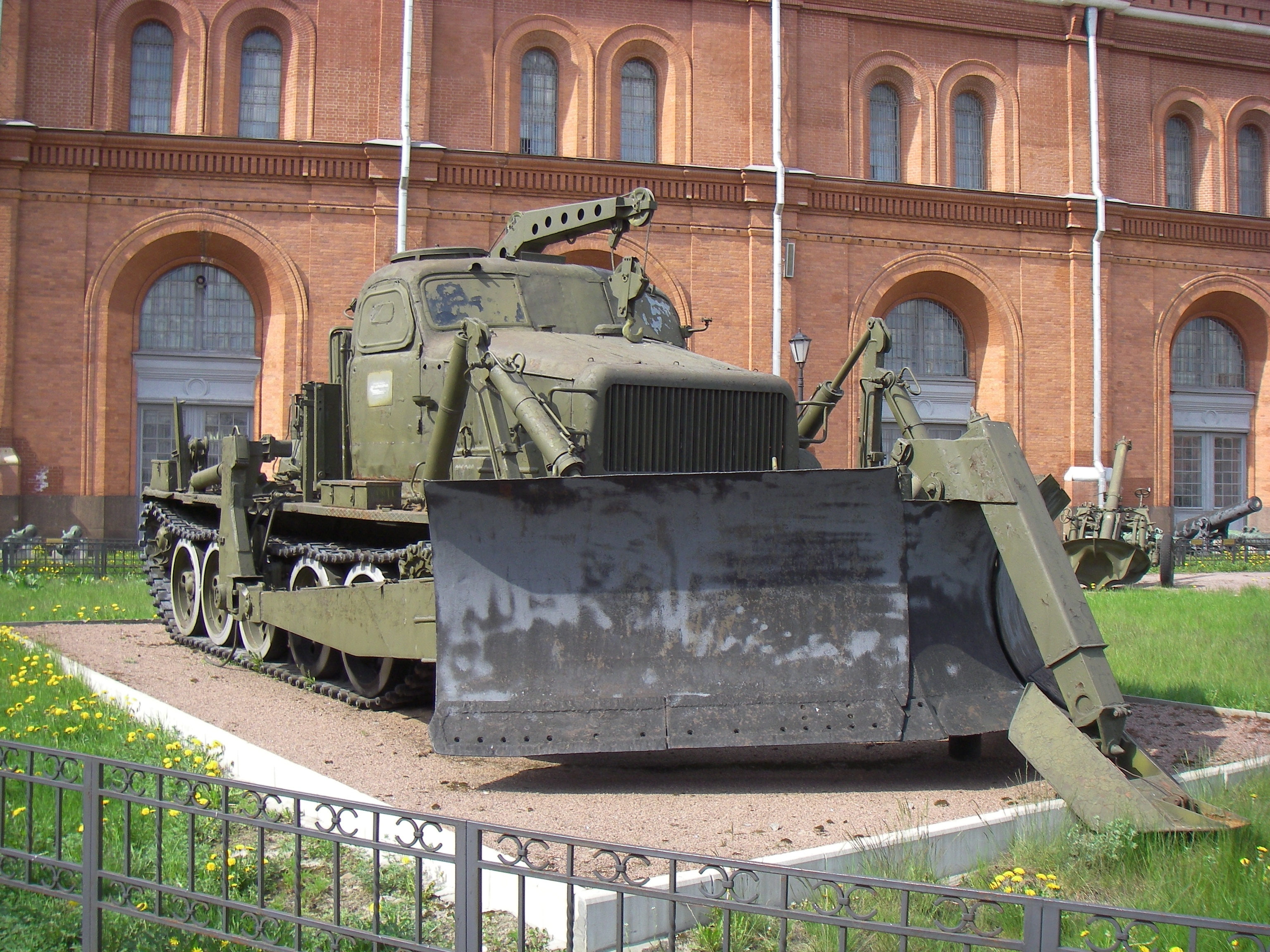
خودرو ضدمانع BAT-M ساخت شوروی
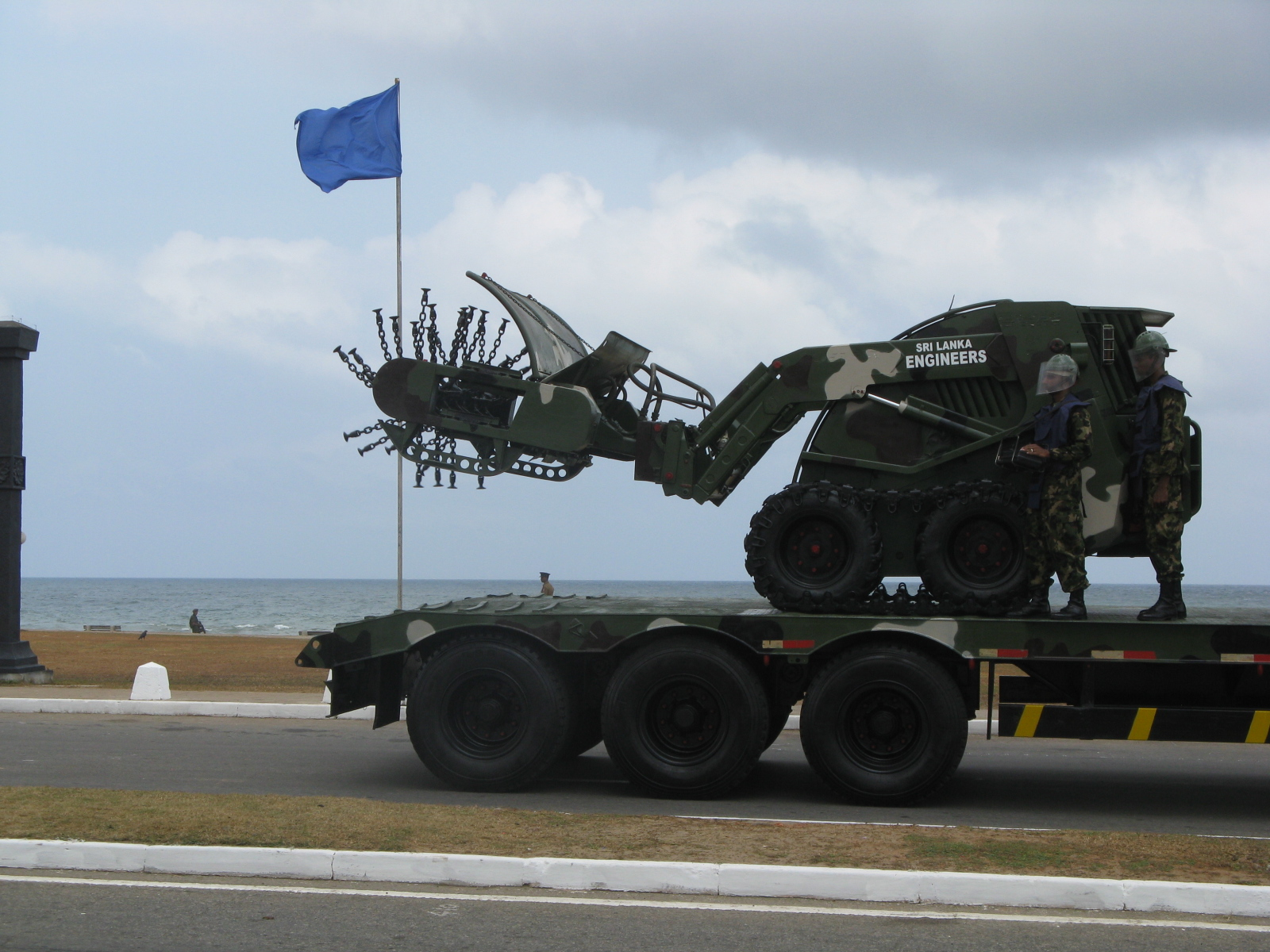
یک خودرو مین‌روب سبک و کوچک ارتش سریلانکا
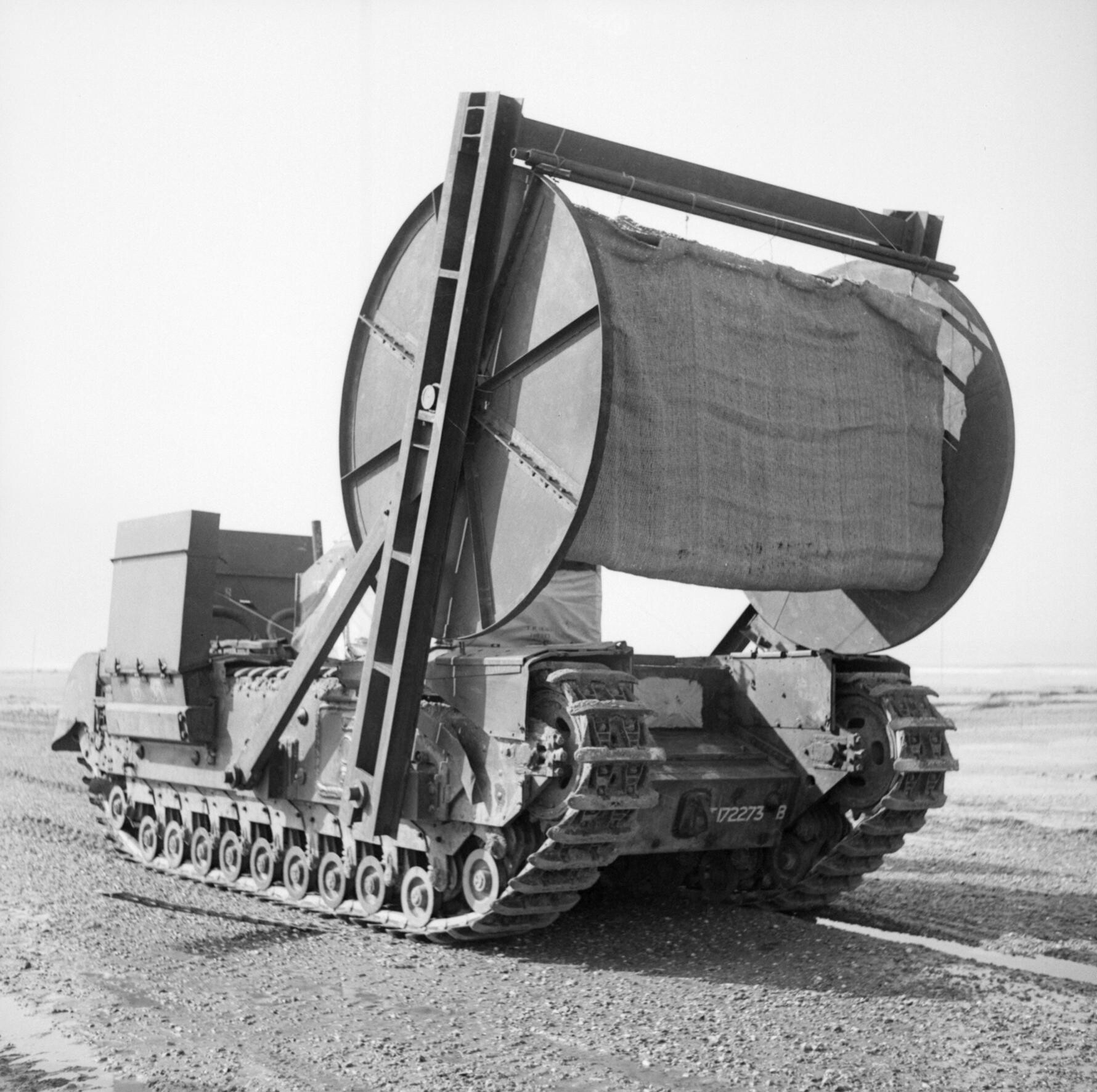
مدل مهندسی رزمی تانک چرچیل ارتش بریتانیا در جنگ جهانی دوم
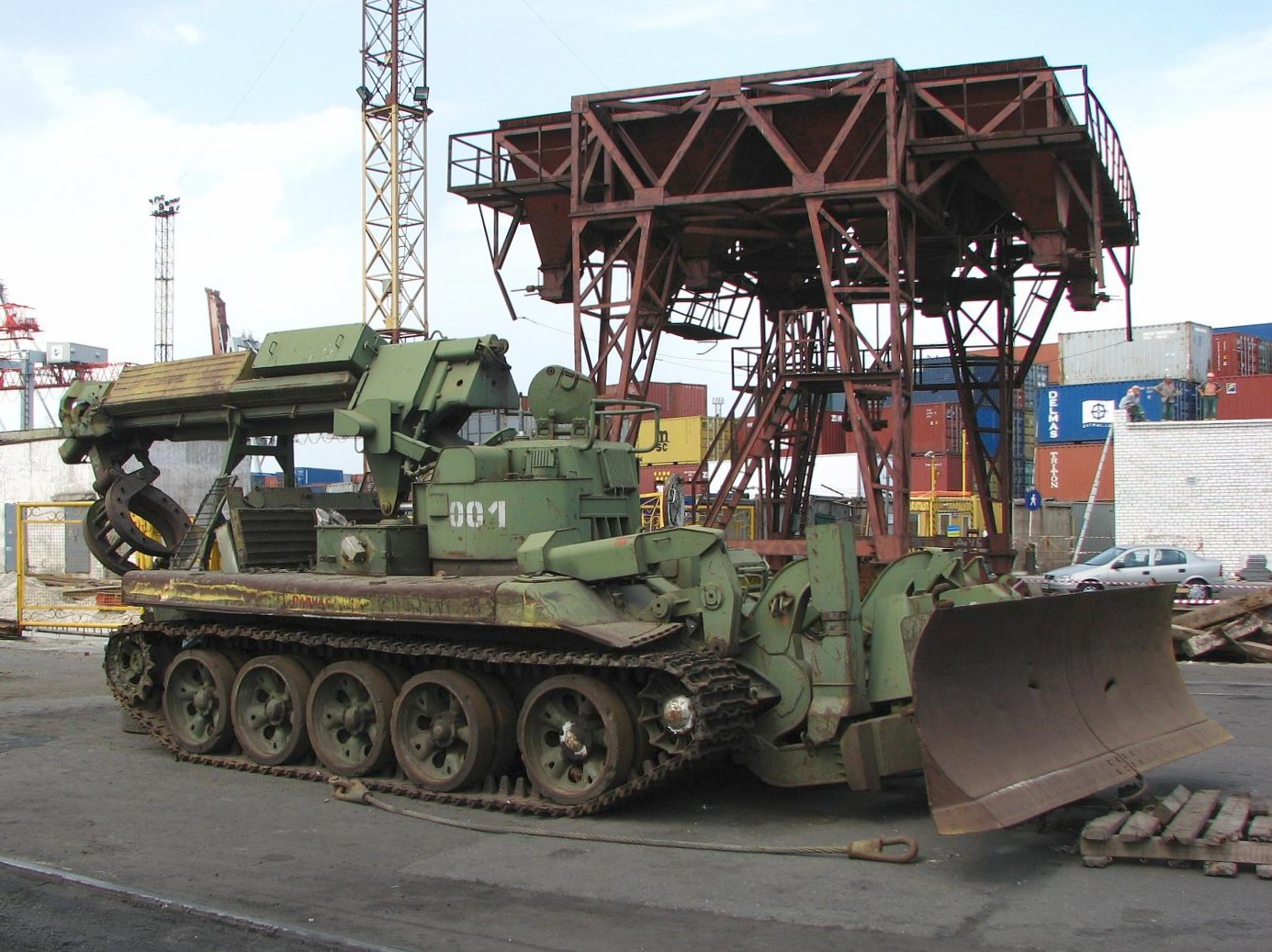
مدل مهندسی رزمی تانک تی-۵۵
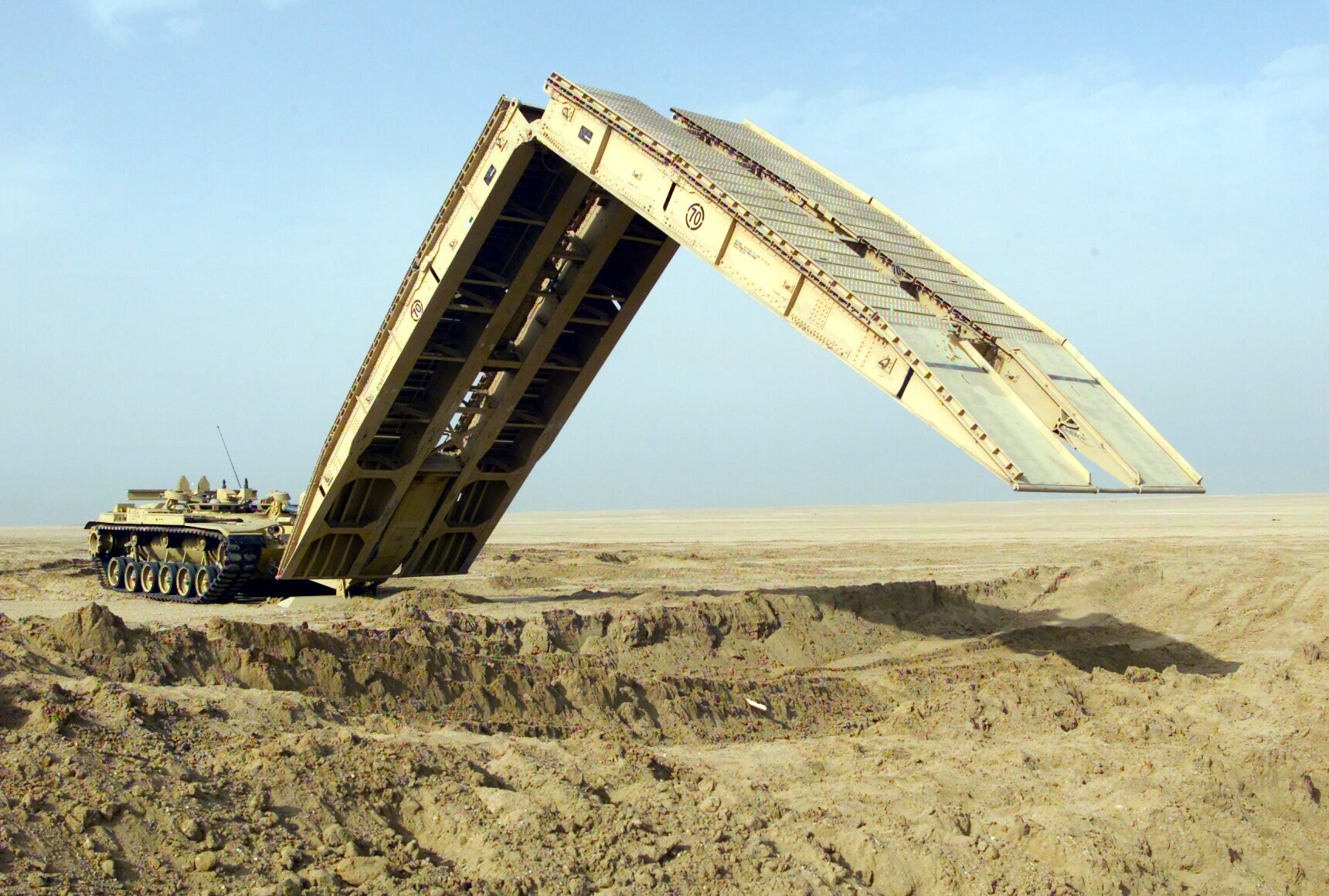
مدل پل‌ساز تانک آمریکایی ام۶۰ پاتون
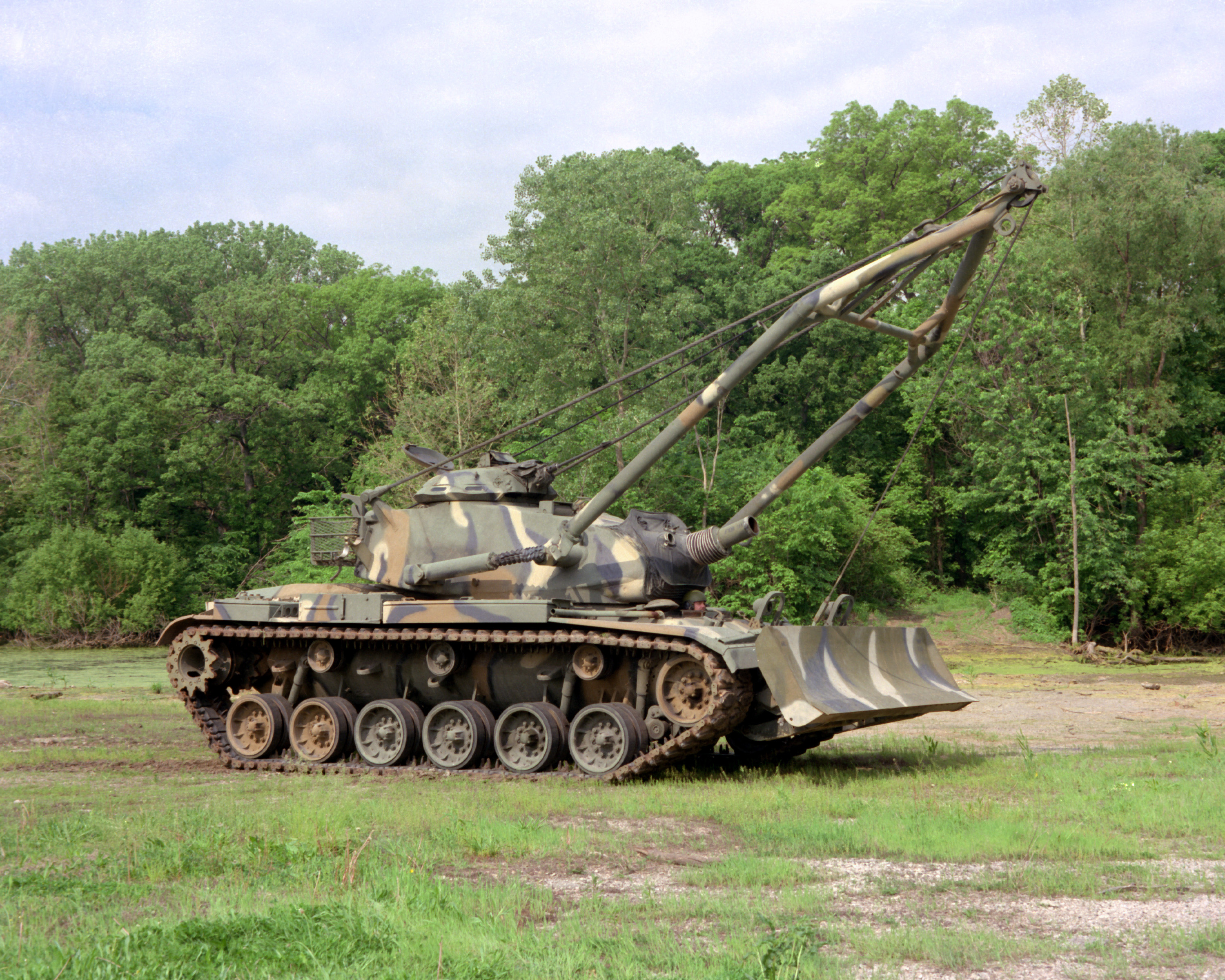
زره‌پوش مهندسی ام۷۲۸ ارتش آمریکا
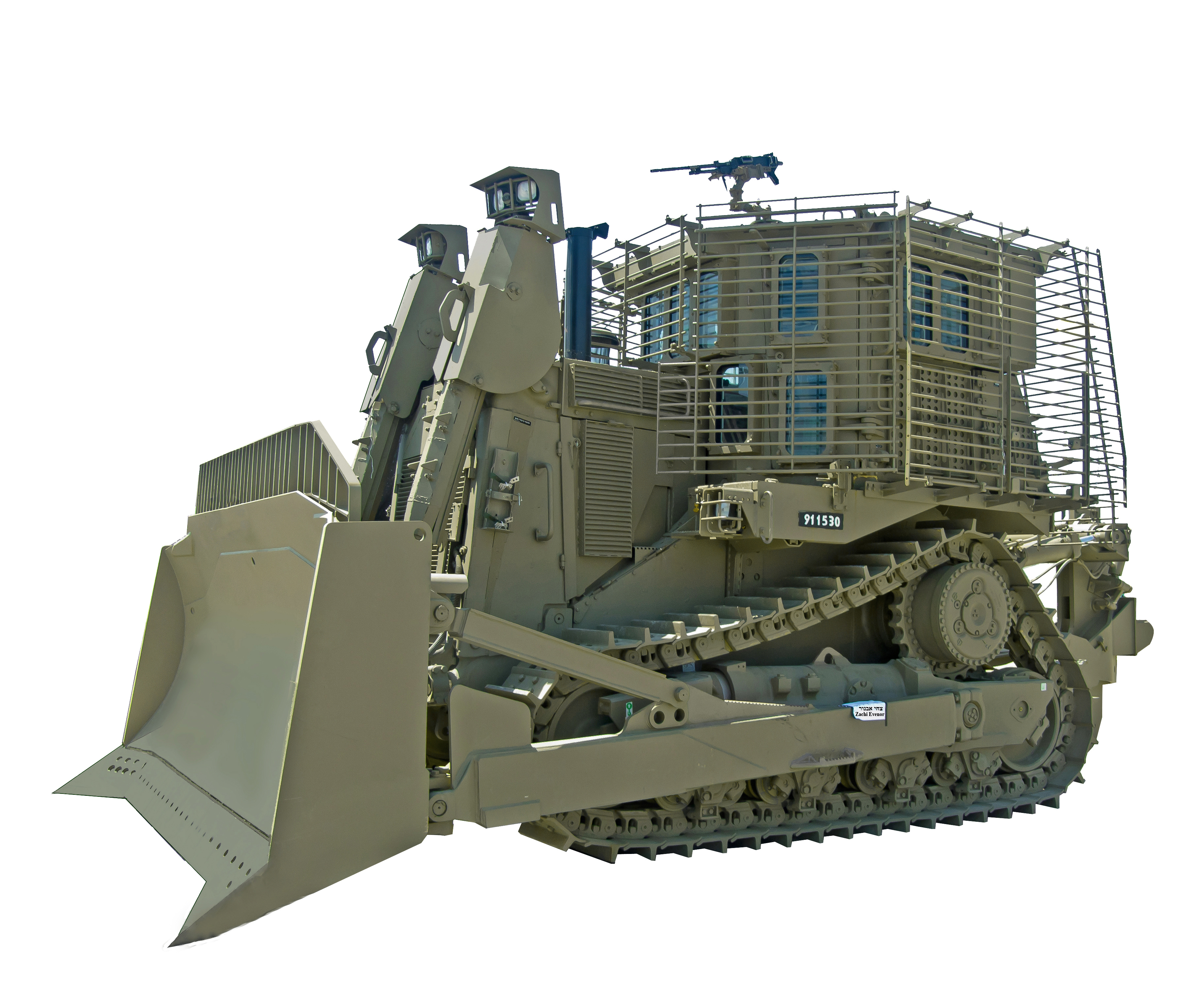
بلدوزر زره‌پوش اسرائیلی
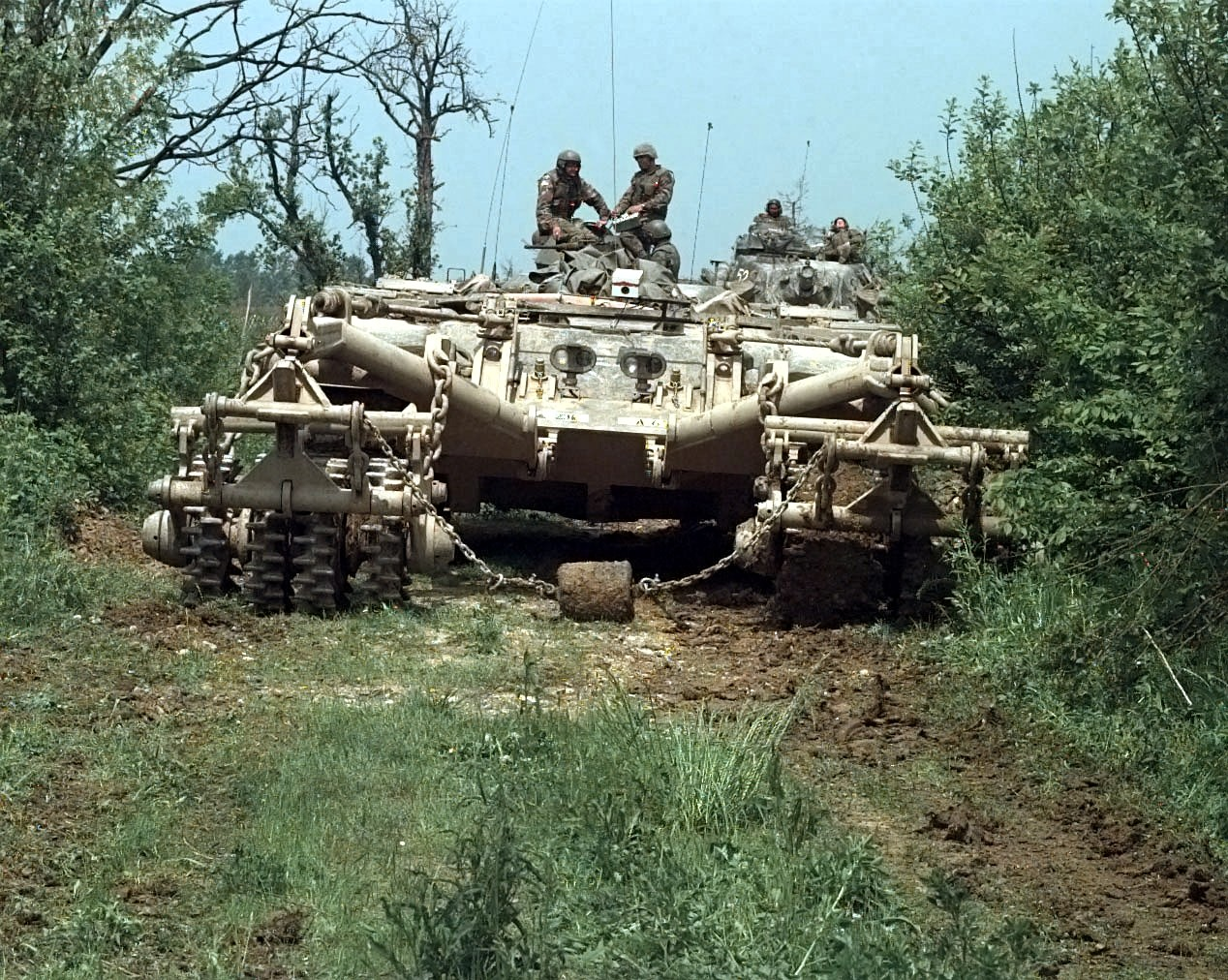
زره‌پوش مین‌روب پانتر با شاسی تانک ام۶۰ در بوسنی